# パム・グラウト
パム・グラウト（Pam Grout）は、アメリカの自己啓発書作家、劇作家、脚本家、エッセイスト、コラムニスト。

## 概要
カンザス州立大学ジャーナリズム学部 やオーストラリアのマッコーリー大学 で学んだ後、寄付依頼の手紙を書く仕事などに従事する。その後、専業作家になることを真剣に考えていた時に会社を解雇されたことを、専業作家になるべきだという「お告げ」だと受け取り、再就職せず執筆に専念する生活を始める。「ナショナル・ジオグラフィック」「ピープル」、「メンズ・ジャーナル」、「CNNトラベル」、「ハフィントン・ポスト」などの雑誌やウェブ・ジャーナルにエッセイやコラム、旅行記などを寄稿。記事執筆の傍ら、これまでに16冊の単行本、3本の戯曲、1本のテレビ脚本を発表。
シングル・マザーとして子供を一人育てた。本業の傍ら、無料クリニックや女性刑務所 や国外 でのボランティア活動への参加経験がある。
ナポレオン・ヒルの『思考は現実化する』、ディーパック・チョプラ（Deepak Chopra）やスティーブ・ジョブズなど の成功哲学に影響を受け、これらの既存の成功哲学やニューエイジのスピリチュアル本『奇跡のコース』、ニューソート系・キリスト教系新宗教であるユニティ・チャーチの神学、神秘主義、心霊主義、ユング心理学をベースに、エピジェネティクスや偽薬効果（プラセボ効果、プラシーボ効果）、ノゼボ効果（ノーシーボ効果）、代替医療、文化人類学、実験心理学、認知科学などの知見を取り入れているという。

## 著書
- パム・グラウト『こうして、思考は現実になる』桜田直美訳, サンマーク出版, 2014年
- パム・グラウト『こうして、思考は現実になる 2』桜田直美訳, サンマーク出版, 2015年